# Haute-Ajoie
Haute-Ajoie – miejscowość i gmina w północno-zachodniej Szwajcarii, w kantonie Jura, w okręgu Porrentruy. Leży w Ajoie. Powstała 1 stycznia 2009 w wyniku połączenia gmin Chevenez, Damvant, Réclère i Roche-d’Or. 1 stycznia 2019 do gminy przyłączono gminę Rocourt.

## Demografia
W Haute-Ajoie mieszkają 1052 osoby. W 2020 roku 7,8% populacji gminy stanowiły osoby urodzone poza Szwajcarią. 

## Transport
Przez teren gminy przebiegają drogi główne nr 246 i nr 247. 